# Енсегей бойлы ер Есим
Енсегей бойлы ер Есим — старинная казахская историческая поэма (жыр) о Есим-хане, правителе Казахского ханства (1598—1645). Создана акыном и сподвижником великого хана Маркаска. Поэма «Енсегей бойлы Ер Есим» является фольклорным произведением, а образ главного героя Есим-хана создан на основе традиционности в устном народном творчестве. Поэма «Енсегей бойлы ер Есим» долгое время передавалась устно от поколения к поколению. Записана в 1938 году И. Ырсымбетовым от акына Казангапа Байболова.

## Описание
Историческая поэма-песня (жыр) о Есим-хане, правителе Казахского ханства имеет объём 7000 строк. Написана в традиционном эпическом жанре. Произведение состоит из 3 частей. События, описанные в песне, относятся к первой половине XVII века. Основной темой произведения является защита родного края от иноземных захватчиков. В поэме утверждается необходимость преодоления родоплеменных распрей в интересах всего казахского, народа, объединения всех трёх жузов для достойного отпора врагу.
В рукописных фондах Центральной научной библиотеки хранится вариант песни, записанный И. Ырсымбетовым в 1938 году от акына Казангапа Байболова, сам же Казангап Байболов в 1938 году стал жертвой сталинских репрессий.
Вариант Байболова создан эпическим 7-8-сложным стихом (жыр), но местами встречается 11-ти сложный стих (кара олен).
Поэма «Енсегей бойлы ер Есим» долгое время передавалась устно от поколения к поколению. К сюжету произведения обращались разные сказители. При этом они вносили в него дополнения и создавали свои варианты.
В произведении описывается жизнь Есим-хана. Отмечается, что он родился при помощи заклинания кашгарского святого Аппак кожа из Восточного Туркестана. Этот святой покровительствует герою произведения в разных жизненных ситуациях. Конь Есим-хана — быстрый скакун, рожден от лошади и морского животного с телом коня и головой человека. Описанный образ Есим-хана характеризуется тем, что хану присущи такие важные качества, как ум, справедливость, беспристрастность, заботы о простом народе. Описание исторических событий в поэме придает сюжету свое художественную особенность.
К реальным историческим событиям, описанным в произведении относятся следующие: Есим-хан — сын Шыгай-хана, война с калмыками, Есим-хан является современником Абылгазы-хана, он был с ним близко знаком, события в Восточном Туркестане, шесть лет герой произведения был тесно связан с политикой Могольского государства, взаимоотношения между союзниками, война с Турсун-ханом. Историческая достоверность произведения проявляется не только в отражении реальных событий (борьба с джунгарскими завоевателями) и показе исторических личностей (Есим-хан, Абилгазы, Жиембет-жырау, Сулеймен, Жаксыгул и др.), но и в этнографических сведениях, которые делают его ценным историческим источником. В песне встречаются элементы сказки и мифы.
Сокращенный вариант произведения был напечатан в газете «Ана тілi» 31 мая 1990 года. В 2009 году текст поэмы был опубликован в 56 томе стотомного собрания «Бабалар сөзi».